# Фрегула
Фрегула, која се данас често погрешно талијанизује са именом fregola, врста је гризне тестенине која се производи на Сардинији .
Фрегула, доступна у разним величинама, производи се тако што се гриз "уваља" у велику земљану посуду и препече у рерни. Долази у облику неправилних куглица пречника између 2 и 6 милиметара. 
Типична припрема фрегуле је са преливом од шкољки  . Тако добијено јело се назива frègula de còciula(на сардинском језику ), то јест „фрегула од шкољки“.
Производња фрегуле сигурно има древно порекло. Први историјски документ који га спомиње је Статут млинара Tempio Pausania  из четрнаестог века, који регулише припрему, која је морала да се одвија строго од понедељка до петка, да би се вода могла додавати у суботу и недељу.